# کیم مین جو
کیم مین جو (کره‌ای: 김민주؛ زادهٔ ۵ فوریه ۲۰۰۱) خواننده و بازیگر اهل کره جنوبی است. او بیشتر به عنوان عضو پیشن گروه دخترانهٔ کره‌ای-ژاپنی آیز*وان شناخته می‌شود که پس از کسب جایگاه یازدهم در برنامه رقابتی شبکه ام‌نت، پرودوس ۴۸ به عنوان نماینده‌ای از کمپانی اوربن ورکس، به عضویت این گروه درآمد.
پس از منحل شدن گروه آیز*وان، کیم مین جو اعلام کرد که قصد دارد حرفهٔ بازیگری را دنبال کند. در سال ۲۰۲۲ او از کمپانی اوربن ورکس جدا شد و با منیجمنت سوپ قرارداد امضا کرد. به عنوان بازیگر در مجموعه‌های تلویزیونی اغواگر بزرگ (۲۰۱۸)، ازدواج ممنوع (۲۰۲۲)، ارتباط (۲۰۲۴) و دبیرستان مخفی (۲۰۲۵) ایفای نقش کرده است.

## فیلم‌شناسی

### فیلم
| سال  | عنوان         | نقش    | توضیحات  | منابع       |
| ---- | ------------- | ------ | -------- | ----------- |
| ۲۰۱۹ | تقصیر تو نیست | سو یون | نقش مکمل | [ ۵ ] [ ۶ ] |

### مجموعه تلویزیونی
| سال  | عنوان         | نقش                 | منابع         |
| ---- | ------------- | ------------------- | ------------- |
| ۲۰۱۸ | اغواگر بزرگ   | چوی سو جی (جوانی)   | [ ۷ ]         |
| ۲۰۲۲ | ازدواج ممنوع  | آن جا یون / چا نیون | [ ۱۰ ] [ ۱۱ ] |
| ۲۰۲۴ | ارتباط        | اوه یون جین (جوانی) | [ ۱۲ ]        |
| ۲۰۲۵ | دبیرستان مخفی | لی یه نا            | [ ۱۳ ]        |

### مجموعه اینترنتی
| سال  | عنوان        | نقش            | توضیحات                | منابع  |
| ---- | ------------ | -------------- | ---------------------- | ------ |
| ۲۰۱۶ | الهه جاودانه | خون‌آشام        | حضور افتخاری (قسمت ۲)  |        |
| ۲۰۱۹ | ای تین ۲     | کارمند رستوران | حضور افتخاری (قسمت ۱۱) | [ ۱۴ ] |

### برنامه تلویزیونی
| سال       | عنوان          | نقش        | توضیحات                | منابع        |
| --------- | -------------- | ---------- | ---------------------- | ------------ |
| ۲۰۱۸      | پرودوس ۴۸      | شرکت کننده |                        | [ ۱ ] [ ۲ ]  |
| ۲۰۱۹      | هپی توگدر      | مجری ویژه  | به همراه جانگ وون یونگ | [ ۱۵ ]       |
| ۲۰۲۰–۲۰۲۳ | شو! میوزیک کور | مجری       | ژوئن ۲۰۲۰–ژانویه ۲۰۲۳  | [ ۸ ] [ ۱۶ ] |
| ۲۰۲۱      | مقصد من کجاست  | مجری       |                        | [ ۱۷ ]       |

### برنامه اینترنتی
| سال  | عنوان   | نقش  | توضیحات                                     | منابع  |
| ---- | ------- | ---- | ------------------------------------------- | ------ |
| ۲۰۲۱ | زیبا شو | مجری | تی‌وی‌ان دی استودیو چنل به همراه ساندارا پارک | [ ۱۸ ] |

### حضور در موزیک ویدئو
| سال  | نام آهنگ                   | آرتیست   | منابع |
| ---- | -------------------------- | -------- | ----- |
| ۲۰۱۶ | «#دابلیووای‌دی» (오늘 모해) | آیکون    | [ ۹ ] |
| ۲۰۱۷ | «مشکل»                     | کریشا چو | [ ۹ ] |
| ۲۰۱۸ | «مثل بهشت»                 | کریشا چو | [ ۹ ] |

## یادداشت‌هد
1. 1 2  تنها به عنوان عضوی از آیز*وان